# Marele Caruso (film din 1951)
Marele Caruso (titlul original: în engleză The Great Caruso) este un film biografic american, realizat în 1951 de regizorul Richard Thorpe, protagoniști fiind actorii Mario Lanza, Ann Blyth, Dorothy Kirsten și Jarmila Novotna. 

## Rezumat
Născut într-o familie săracă din Napoli în 1873, Enrico Caruso a început de copil să cânte, făcând parte dintr-un cor. La moartea mamei sale, tânărul Enrico îi urmează sfatul pentru a continua pe calea cântului, dar nu poate depăși spectacolele dintr-o cafenea locală.
Renunță la cântat pentru a lucra în moara domnului Barretto; aici îi întâlnește fiica, Musetta, de care se îndrăgostește, dar este nevoit să-și abandoneze munca din cauza opoziției tatălui său. 
După ce a părăsit locul, s-a dedicat complet carierei intense a cântului.
Ajutat și însoțit de prietenii săi Gino și Fucito, a obținut un oarecare succes în diferite capitale europene. Debutul său la Convent Garden din Londra îi permite să-l cunoască pe tenorul Alfredo Brazzi, care îi va deveni impresar. Acesta îl duce în turneu în străinătate: debutul său la Metropolitan din New York, însă, nu are succes imediat. Caruso nu se bucură de simpatiile lui Park Benjamin, impresarul teatrului, atât de mult încât atunci când face duet cu Louise Heggar, care era protejatul lui Benjamin, îl compară nefavorabil cu tenorul anterior, Jean de Reszke, și încearcă să-l convingă pe Giulio Gatti Casazza să-l înlocuiască. Dar Reszke îl aplaudă pe Caruso, care se bucură și de simpatia lui Dorothy, fiica lui Benjamin. Nu a trecut mult până când Caruso a fost recunoscut drept cel mai bun tenor din lume. Mai târziu, Caruso se căsătorește cu Dorothy, deși împotriva voinței tatălui ei. Din unirea lor s-a născut fiica lor Gloria.
Anii trec, iar în timpul unui turneu în Canada, Caruso este afectat de o infecție în gât cauzată de utilizarea eterului, iar la sfârșitul unui spectacol triumfal, se prăbușește fără suflare.

## Distribuție
- Mario Lanza – Enrico Caruso
- Ann Blyth – Dorothy Park Benjamin
- Dorothy Kirsten – Louise Heggar
- Jarmila Novotna – Maria Selka
- Ludwig Donath – Alfredo Brazzi
- Carl Benton Reid – Park Benjamin
- Eduard Franz – Giulio Gatti-Casazza
- Alan Napier – Jean De Reszke
- Pál Jávor – Antonio Scotti
- Carl Milletaire – Gino
- Shepard Menken – Fucito
- Vincent Renno – Tullio
- Richard Hageman – Carlo Santi, dirijorul operei
- Nestor Paiva – Egisto Barretto
- Yvette Duguay – Musetta Barretto
- Argentina Brunetti – doamna Barretto
- Ian Wolfe – Hutchins
- Peter Edward Price – Caruso (copil)
- Mario Siletti – tatăl Caruso
- Angela Clarke – mama Caruso
- Peter Brocco – părintele Bronzetti (nemenționat)
- Paul Harvey – maestrul de ceremonii

Montajele din opere integrate în film au vedete ale Metropolitan Operei, în special sopranele Teresa Celli, Lucine Amara și Marina Koshetz, mezzo-soprana Blanche Thebom, baritonul Giuseppe Valdengo și basul Nicola Moscona.

## Premii și nominalizări
- 1952 – Premiile Oscar
  - Cel mai bun mixaj sonor lui Douglas Shearer
  - Nominalizare pentru Cele mai bune costume pentru Helen Rose și Gile Steele
  - Nominalizare pentru Cea mai bună coloană sonoră pentru Peter Herman Adler și Johnny Green
- 1952 - Directors Guild of America Award
  - Nominalizare pentru Cel mai bun regizor lui Richard Thorpe
- 1952 – Writers Guild of America Award
  - Nominalizare pentru Cea mai bună scriere muzicală americană lui Sonya Levien și William Ludwig
- 1952 – Photoplay Awards
  - Nominalizare Cea mai populară vedetă masculină lui Mario Lanza